# Franco do Burundi
O franco do Burúndi ou franco burundês ou burundiano (em francês, franc ou franc burundais), ainda chamado franco burundiano, burundinense ou burundinês (código ISO 4217: BIF) é a moeda do Burúndi. Divide-se em 100 cêntimos.